# 伊藤唯真
伊藤 唯真（いとう ゆいしん、別表記：伊藤 唯眞、1931年（昭和6年）3月14日 - ）は、日本の仏教学者・浄土宗僧侶（浄土門主・総本山知恩院第88世門跡）。佛教大学名誉教授。

## 経歴
1931年、滋賀県甲賀郡（現：湖南市）石部町に生まれた。1948年に旧制滋賀県立膳所中学校卒業し、佛教大学に入学。1953年に卒業し、同志社大学大学院文学研究科に進学。民俗学、文化史学を専攻した。1955年に修士課程を修了し、文学修士号を取得。同研究科博士課程に進み、1955年に単位取得後満期退学。
1961年、佛教大学講師に就いた。1966年に文学部史学科助教授、1974年に同教授に昇格。1981年、学位請求論文『日本聖仏教史の研究：浄土教への関与を中心として』を仏教大学に提出して文学博士号を取得。1985年からは文学部長を務めた。1989年、佛教大学学長に就任(1994年まで)。1997年、佛教大学を定年退職し、名誉教授となった。
1997年、京都文教短期大学学長に就任。1999年からは京都文教学園学園長を兼任した。2023年、全日本仏教会会長に就任。

### 宗門において
住職
- 1963年 浄土宗滋賀教区湖南組浄西寺住職
- 1981年 同甲賀組善隆寺住職
2006年5月 同退任
- 2007年 浄土宗大本山清浄華院法主
- 2010年10月26日 浄土門主（総本山知恩院門跡）[4]

浄土宗内歴
- 1982年 教学院理事
- 1993年 教学審議会委員長
- 1996年 知恩院文化財保存委員会委員長
- 1997年 浄土宗聖典刊行委員会委員
- 2002年 - 勧学院 勧学職

## 受賞・栄典
- 1982年：『浄土宗の成立と展開』で第13回浄土宗学術賞を受賞。

## 研究内容・業績
仏教学・宗教民俗学研究者として
研究者として、古代・中世日本仏教文化史、宗教民俗学専攻研究し、その視点からの念仏教団の展開・浄土宗史研究に新たな面を開拓した。日本民俗学会評議員、日本宗教学会評議員、滋賀県文化財保護審議会委員などにも就いていた。宗内においても、多くの浄土宗関連の資料・著作編纂にあたった。息子の伊藤真昭も中世仏教史学者である。実弟には仏教学者で中井真孝佛教大学名誉教授・元学長がいる。
宗門に関連する活動：無縁社会の解消を目指して
2007年に、京都市にある浄土宗大本山清浄華院法主に就任した。2010年9月に浄土門主坪井俊映の遷化（死去）に伴い、同年10月に知恩院内にある浄土宗務庁「浄土門主推戴委員会」で、満場一致で浄土門主（兼知恩院門跡）に推戴された。宗祖法然上人八百年大遠忌を目前に控える時期で、早期での就任確定となった。なお後任の清浄華院法主は、大正大学元学長の真野龍海が翌11年1月14日に就任した。
11月に就任会見の中で、「無縁社会といわれるような、家族、地域においても縁のない人々が増えているという変化が現れている。八百年遠忌を機縁として念仏の水源である知恩院を中心に、教化集団として蘇りつつあることをもって、家庭の崩壊、地縁の結束のゆるみを再び取り返さねばならない。血縁、地縁に寺の縁、仏法の縁、私たちでいうなら念仏の縁を加えることによって、世の中が穏やかに進んでいくことを念願している。（中略）八百年大遠忌の意義は寺の縁、念仏の縁、法縁をもって血縁や地縁の崩壊を防いでいくこと、また復活させていくことによって、無縁社会をお互いが助け合い、真に喜べる社会に変えていくことにある。」と述べ、社会への働きかけに法然上人の御教えが、新たな役割を果たしたいと抱負を述べた。

## 著作
著書
- 『浄土宗の成立と展開 日本宗教史研究叢書』吉川弘文館 1981
- 『仏教と民俗宗教 日本仏教民俗論』国書刊行会 1984
- 『日本人と民俗信仰』（法蔵館） 2001年
- 『未知へのやすらぎ - 阿弥陀 日本人の信仰』佼成出版社 1979
- 『法然の世紀 源平争乱の世に万民救済を説く』浄土宗(浄土選書) 2001

著作集
- 『伊藤唯真著作集』(全4巻)　法蔵館

1. 1巻『聖仏教史の研究』1995
2. 2巻『聖仏教史の研究』1995
3. 3巻『仏教民俗の研究』1995年
4. 4巻『浄土宗史の研究』1996年

編著・監修
- 『法然』(日本名僧論集 6) 玉山成元共編、吉川弘文館 1982
- 『法然上人と浄土宗』(日本仏教宗史論集 5) 玉山成元共編、吉川弘文館 1985
- 『浄土の聖者 空也』(日本の名僧 5) 吉川弘文館 2005年
- 『阿弥陀信仰』(民衆宗教史叢書 11) 雄山閣 1984年
  - 新版 2007年
- 『仏教年中行事』(仏教民俗学大系 6) 名著出版 1986
- 『日本仏教の形成と展開』法蔵館 2002
- 『宗教民俗論の展開と課題』法蔵館 2002
- 『浄土宗・時宗・融通念仏宗の歴史』(宗派別・日本の仏教人と教え 3) 小学館 1985
- 『傍訳 逆修説法』監修、四季社 2006-2007
- 『図解雑学 - 法然』監修、ナツメ社） 2005
- 『融通念仏信仰の歴史と美術』論考編・資料編、監修、融通念佛宗教学研究所編 東京美術 2000

小冊子
- 『華雲抄 伊藤唯真先生還暦記念略年譜・著作等目録』同記念会編 1992
- 『仏教における女性観』浄土宗編 2007
- 『法然上人の言葉 「法然上人絵伝」より』溝縁ひろし写真、淡交社 2010

論文
- CiNii>伊藤唯真
- INBUDS>伊藤唯真